# Miss Portugal

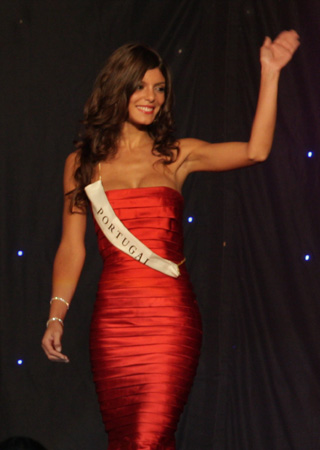
Vertrat Portugal bei der Wahl zur Miss World 2008: Andreia Rodrigues

Miss Portugal (seit 2011 offiziell Miss Portuguesa) ist ein jährlicher nationaler Schönheitswettbewerb für unverheiratete Frauen in Portugal.
Aus der Zeit vor dem Zweiten Weltkrieg sind bereits portugiesischen Teilnehmerinnen an den Wettbewerben um Miss Universe überliefert: 1927 in Galveston Marguerita Bastos Ferrier und 1930 in Rio de Janeiro Fernanda Gonçalves.
Kandidatinnen aus dem iberischen Land nehmen an den Wahlen zur Miss World seit 1959, Miss Universe und Miss Europe seit 1960 teil. Es gibt den einheimischen Wettbewerb also zumindest seit Ende der 1950er Jahre.
Vorübergehend, von 2003 bis 2006, gab es zwei Wettbewerbe und je eine zugehörige Organisation: Miss Portugal delegiert ihre Siegerinnen zur Miss Universe und Miss Europe, Miss Lusitania dagegen zur Miss World und ihre Miss Lusitania Turismo zur Miss Earth. (Lusitania war der Name einer römischen Provinz, die den größten Teil des heutigen Portugal sowie benachbarte spanische Gebiete umfasste.)
Heute findet der Wettbewerb wieder in einer gemeinsamen Veranstaltung als Miss Portuguesa statt.

## Siegerinnen

### Qualifiziert für Miss Welt
| Jahr    | Miss Portugal                                                                |
| ------- | ---------------------------------------------------------------------------- |
| 1959    | Maria Teresa Motoa Cardoso                                                   |
| 1960–61 | nicht bekannt                                                                |
| 1962    | Maria Jose Santos Trindade Defolloy                                          |
| 1963    | Maria Penedo                                                                 |
| 1964    | Rolanda Campos                                                               |
| 1965    | keine                                                                        |
| 1966    | keine                                                                        |
| 1967    | Teresa Amaro                                                                 |
| 1968    | keine                                                                        |
| 1969    | keine                                                                        |
| 1970    | Ana Maria Diozo Lucas                                                        |
| 1971    | Ana Paula de Almeida                                                         |
| 1972    | Iris Maria Rosário dos Santos                                                |
| 1973    | Carla Barros                                                                 |
| 1974    | Anna Paula da Silva Freitas                                                  |
| 1975–78 | keine                                                                        |
| 1979    | Ana Gonçalves Vieira                                                         |
| 1980    | keine                                                                        |
| 1981    | keine                                                                        |
| 1982    | Ana Maria Valdiz Wilson                                                      |
| 1983    | Cesaltina da Conceição Lopes da Silva oder Anabela Elisa Vissenjou Ananíades |
| 1984    | Maria de Fátima Rodrigues Jardim                                             |
| 1985    | Fátima Raimundo                                                              |
| 1986    | Elsa Maria Rodrigues                                                         |
| 1987    | Paula Isabel de Souza                                                        |
| 1988    | Helena Isabel da Cunha Laureano                                              |
| 1989    | Ana Sobrinho                                                                 |
| 1990    | Filomena Miranda Marques                                                     |
| 1991    | Carla Caldeira                                                               |
| 1992    | Maria Fernanda Silva                                                         |
| 1993    | Carla Marisa da Cruz                                                         |
| 1994    | Mónica Sofia Borges Pereira                                                  |
| 1995    | Adriana Iria                                                                 |
| 1996    | Rita Carvalho                                                                |
| 1997    | Lara Antunes                                                                 |
| 1998    | Icília Silva Berenguel                                                       |
| 1999    | Marisa Ferreira                                                              |
| 2000    | Telma de Jesus                                                               |
| 2001    | Iva Lamarão                                                                  |
| 2002    | keine                                                                        |
| 2003    | keine                                                                        |
| 2004    | Marina Rodrigues                                                             |
| 2005    | keine                                                                        |
| 2006    | keine                                                                        |
| 2007    | keine                                                                        |
| 2008    | Andreia Rodrigues Condesso                                                   |
| 2009    | Marta Ferriera Cadilha                                                       |
| 2010    | Catarina Aragonéz                                                            |
| 2011    | Bárbara Franco                                                               |
| 2012    | Elisabete Rodrigues                                                          |
| 2013    | Catarina Sikiniotis                                                          |
| 2014    | Zita Oliveira                                                                |
| 2015    | Rafaela Pardete                                                              |
| 2016    | Cristiana Viana                                                              |
| 2017    | Filipa Barroso                                                               |
| 2018    | Ana Rita Aguiar                                                              |
| 2019    | Inês Brusselmans                                                             |
| 2020    | keine (Ausfall wegen der COVID-19-Pandemie in Portugal)                      |
| 2021    | Lidy Alves                                                                   |

#### Miss Lusitania
| Miss Lusitania |                              |
| -------------- | ---------------------------- |
| 2005           | Angela Maria Fonseca Spinola |
| 2006           | Sara Leite                   |

### Qualifiziert zu Miss Universe
| Jahr | Miss Portuguesa (Miss Portugal) | 1960 | Maria Teresa Mota Cardoso |
| 1961 | keine                           |      |                           |
| 1962 | Maria José Trindade Defolloy    |      |                           |
| 1963 | keine                           |      |                           |
| 1964 | keine                           |      |                           |
| 1965 | Maria do Carmo P. Sancho        |      |                           |
| 1966 | keine                           |      |                           |
| 1967 | keine                           |      |                           |
| 1968 | keine                           |      |                           |
| 1969 | keine                           |      |                           |
| 1970 | Ana Maria Diogo Lucas           |      |                           |
| 1971 | Celmira Pereira Bauleth         |      |                           |
| 1972 | Iris Rosário dos Santos         |      |                           |
| 1973 | Carla Luisa dos Santos          |      |                           |
| 1974 | Ana Paula da Silva Freitas      |      |                           |
| 1975 | keine                           |      |                           |
| 1976 | keine                           |      |                           |
| 1977 | keine                           |      |                           |
| 1978 | keine                           |      |                           |
| 1979 | Marta Maria Mendonça de G.      |      |                           |
| 1980 | keine                           |      |                           |
| 1981 | Ana Paula Machado Moura         |      |                           |
| 1982 | Ana Maria Valdiz Wilson         |      |                           |
| 1983 | Anabela Elisa Visenjou          |      |                           |
| 1984 | Maria de Fátima Jardim          |      |                           |
| 1985 | Alexandra Paula Mota            |      |                           |
| 1986 | Mariana Dias Carriço            |      |                           |
| 1987 | Noélia Cristina Chaves          |      |                           |
| 1988 | Isabel Rodrigues Martin         |      |                           |
| 1989 | Ana Francisca Gonçalves         |      |                           |
| 1990 | Maria Angélica M. Rosado        |      |                           |
| 1991 | keine                           |      |                           |
| 1992 | Maria Fernanda da Silva         |      |                           |
| 1993 | Carla Marisa da Cruz            |      |                           |
| 1994 | Mônica Sofia Borges             |      |                           |
| 1995 | Adriana Iria                    |      |                           |
| 1996 | Rita Carvalho                   |      |                           |
| 1997 | Lara Antunes                    |      |                           |
| 1998 | Icília Berenguel                |      |                           |
| 1999 | Marisa Ferreira                 |      |                           |
| 2000 | Licínia Macêdo                  |      |                           |
| 2001 | Telma de Jesus                  |      |                           |
| 2002 | Iva C. Lamarão                  |      |                           |
| 2003 | keine                           |      |                           |
| 2004 | Marina Rodrigues                |      |                           |
| 2005 | keine                           |      |                           |
| 2006 | keine                           |      |                           |
| 2007 | keine                           |      |                           |
| 2008 | keine                           |      |                           |
| 2009 | keine                           |      |                           |
| 2010 | Belen Galarraga                 |      |                           |
| 2011 | Laura Gonçalves                 |      |                           |
| 2012 | keine                           |      |                           |
| 2013 | keine                           |      |                           |
| 2014 | Patrícia da Silva               |      |                           |
| 2015 | Maria Emilia Araújo             |      |                           |
| 2016 | Flávia Joana Brito              |      |                           |
| 2017 | Matilde Lima Ramos              |      |                           |
| 2018 | Filipa Barroso                  |      |                           |
| 2019 | Sylvie Silva                    |      |                           |
| 2020 | Cristiana Silva                 |      |                           |
| 2021 | Oricia Domínguez                |      |                           |